# Saison 1 de Les Experts : Vegas
Chronologie
Saison 2
Cet article présente le guide des épisodes de la première saison de la série télévisée américaine Les Experts : Vegas (CSI: Vegas).

## Synopsis
Six ans après les événements survenus au casino Eclipse, appartenant à Catherine Willows, une crise menace la crédibilité et l'existence même du laboratoire de la police scientifique de Las Vegas. Toute cette remise en question pourrait engendrer la libération de centaines de criminels. L'équipe d'experts scientifiques va alors se tourner vers d'anciens membres, pour tenter de sauver la réputation du laboratoire. Maxine Roby, désormais à la tête du laboratoire, fait ainsi appel à Sara Sidle et Gil Grissom, dont le retour est motivé par l'agression subie par leur ami Jim Brass.

## Distribution

### Acteurs principaux
- Paula Newsome (VF : Virginie Emane) : Maxine « Max » Roby
- Matt Lauria (VF : Jim Redler) : Joshua « Josh » Folsom
- Mandeep Dhillon (en) (VF : Caroline Mozzone) : Allie Rajan
- Mel Rodriguez (VF : Patrice Dozier) : Dr Hugo Ramirez
- Jorja Fox (VF : Laurence Dourlens) : Sara Sidle
- William Petersen (VF : Stefan Godin) : Gilbert « Gil » Grissom

### Acteurs récurrents
- Wallace Langham (VF : Jérémy Prévost) : David Hodges (4 épisodes)
- Jay Lee (VF : Hugo Brunswick) : Christopher « Chris » Park (5 épisodes)
- Sarah Gilman (VF : Charlyne Pestel) : Penny Gill (4 épisodes)
- Luke Tennie (VF : Jean-Michel Vaubien) : Bryan Roby (4 épisodes)
- Jamie McShane (VF : Ali Guentas) : Anson Wix (6 épisodes)
- Robert Curtis Brown (VF : Guy Chapellier) : Shérif-adjoint Cade Wyatt (4 épisodes)
- Kat Foster (en) (VF : Barbara Beretta) : Nora Cross (3 épisodes)
- Sean James (VF : Mohad Sanou) : Détective Will Carson (3 épisodes)
- David Paladino (VF : Benjamin Egner) : Adam Tyner (4 épisodes)

### Invités
- Paul Guilfoyle (VF : François Dunoyer) : James « Jim » Brass (2 épisodes)
- Chelsey Crisp (VF : Flora Brunier) : Emma Hodges (2 épisodes)
- Joe Adler (VF : Donald Reignoux) : Ron Kean (épisode 3)
- Yancey Arias (VF : Stéphane Pouplard) : Marcus Barron (épisode 5)
- David Norona (VF : Constantin Pappas) : Capitaine Ibarra (épisode 1)

## Liste des épisodes
1. Retour à Las Vegas
2. Noces funèbres
3. Sous le masque
4. Un corps, un cochon et des aromates
5. Que tombent les jetons
6. Clownesque ou funeste ?
7. Pur-sang
8. Le Meurtre du tueur
9. Se brûler les ailes
10. La Vérité l'emporte

### Épisode 1:Retour à Las Vegas
- États-Unis : 6 octobre 2021 sur CBS
- Belgique : 4 mars 2022 sur RTL TVI
- France : 30 octobre 2024 sur TF1

- États-Unis : 4,12 millions de téléspectateurs[1]

- Charles Baker (VF : Yann Guillemot) : Bill Dwyer
- Michelle DeFraites : Becky
- John Gloria : Rick Yates
- Whitney Ortega (VF : Périne Lislet) : Officier Jill Fisher
- Marco Morales : Intrus
- Sam Schweikert : Danny Yates
- Valerie Gutierrez : Lisa Yates
- Noah Rivera : Père confus
- Eliana Rivera : Fille
- Sherry Rene : Jeune fille
- Lana Danielyan (VF : Anne Broussard) : Policier #1
- Brett Edwards : Policier #2
- Roy Lee Jones : Directeur de l'établissement
- Jon Adams : Conducteur / Touriste
- Colby Baker : Tricheur
- Sean Patrick Bryan : Officier du LVPD
- Nicole Butler : Détective
- Kevin Hager : Touriste
- Judy Lay : Touriste
- Briana Lowe : Touriste
- Eric Lum : Touriste
- Bonnie Mercado : Officier
- Carey Moulder : Homme portant une chemise hawaïenne rouge
- Alora Rivera : Fille
- Murray SawChuck : Magicien de rue
- Mark Sawtelle : Touriste de Las Vegas
- Michael Sawtelle : Homme d'affaires

### Épisode 2:Noces funèbres
- États-Unis : 13 octobre 2021 sur CBS
- Belgique : 4 mars 2022 sur RTL TVI
- France : 30 octobre 2024 sur TF1

- États-Unis : 3,91 millions de téléspectateurs[2]

- Tom Degnan : Tyler Clement
- Stevie Lynn Jones : Christy
- Rich Ceraulo Ko : Mark
- Roman Wimbush : Daryl
- Cyrus Deboo : Anwar Hassan
- Marah Fairclough : Elise
- Hanna-Lee Sakakibara : Jinny Lee
- Derek Yates : Nate Kestler
- David Saenz : Officier du LVPD en uniforme
- Mary Corsetti : Blonde sensuelle
- Shane P. Zhang : M. Lee
- Freddie Basnight : Policier
- Coco Lloyd : Jeune femme
- Cathy Marks : Kate
- Scott Subiono : Sergent d'admission
- Darryl Alan Reed : Gardien
- Jon Adams : Conducteur / Touriste
- Jay Klay : Homme questionné
- Jordan Letson : Fille qui embrasse
- Daniel Zemeida : Débauché

### Épisode 3:Sous le masque
- États-Unis : 20 octobre 2021 sur CBS
- Belgique : 11 mars 2022 sur RTL TVI
- France : 30 octobre 2024 sur TF1

- États-Unis : 3,54 millions de téléspectateurs[3]

- Jon Fletcher (VF : Tristan Petitgirard) : Ben Miller
- Phillip Garcia : Chuck
- Tiffany Chen : Kelly Li
- Kyle Collin : Lucas Kostas
- Lauren Shaw (VF : Delphine Saley) : Sandra King
- Rafael Torres : Steve Davis
- Michelle Haro : Assistante du médecin légiste
- George Knapp (VF : Michel Laroussi) : Présentateur
- Eddie Blackwell : Officier Ed Harris
- Nicole Butler : Détective
- Romi Dias : Détective Lila Ortiz
- Judy Lay : Touriste
- Eric Lum : Touriste

### Épisode 4:Un corps, un cochon et des aromates
- États-Unis : 27 octobre 2021 sur CBS
- Belgique : 11 mars 2022 sur RTL TVI
- France : 30 octobre 2024 sur TF1

- États-Unis : 3,34 millions de téléspectateurs[4]

- Raphael Sbarge : Scott Jackson
- Michael Sun Lee : Roy Kahale
- Tripp Pickell : Cynthia Koa
- Sisa Grey : Capitaine Wilson
- Buckley Sampson : Lynn Jackson
- Christian Vunipola : Kai Manu
- George Tsai : Officier Chung
- Michelle Haro : Darya
- Andy Jones : JJ
- Kira Omans : Rachel
- Skarlett Redd : Amie
- Sale Taylor : Homme costaud
- Nicole Fong : Réceptioniste
- John J. Jordan : Policier
- Vincent Lionetti : Gérant du casino

### Épisode 5:Que tombent les jetons
- États-Unis : 3 novembre 2021 sur CBS
- Belgique : 18 mars 2022 sur RTL TVI
- France : 6 novembre 2024 sur TF1

- États-Unis : 3,22 millions de téléspectateurs[5]

- Georgina Reilly (VF : Barbara Delsol) : Laura Kennerly
- Josh Bitton (VF : Benoît Du Pac) : Gary Hayworth
- Izzy Diaz : Martin Kline
- Abhi Trivedi (VF : Laurent Morteau) : Dr. Patel Abbas
- John Churchill : Clay Watkins
- Roger Dale Floyd : Cole
- Tunisia Hardison : Conseiller SCP
- DeMark Thompson : Capitaine
- Travis Joe Dixon : Conducteur du camion-pompier
- Randy Irwin : Pompier
- Jeffrey J. Ayers : Patron du restaurant
- David St. Pierre : Ellis Truette

### Épisode 7:Pur-sang
- États-Unis : 17 novembre 2021 sur CBS
- Belgique : 25 mars 2022 sur RTL TVI
- France : 6 novembre 2024 sur TF1

- États-Unis : 3,88 millions de téléspectateurs[7]

- Chris Browning (en) : Damian Locke
- Joshua Brockington (VF : Mike Fédée) : Theo Lavelle
- Eileen Grubba (VF : Natalie Bienaimé) : Anna Wix
- Joshua Dov : Denny Trask
- Brennan Keel Cook : Cory Hollis
- Kellen Joseph (VF : Baptiste Mège) : Jones Reeves
- Carly Dutcher : May Ellen
- Sean Rosales : Officier de contrôle des animaux
- Carl Gilliard : Pasteur
- Chase Ramsey : Homme à la gueule de bois
- George Knapp (VF : Michel Laroussi) : Présentateur

### Épisode 8:Le Meurtre du tueur
- États-Unis : 24 novembre 2021 sur CBS
- Belgique : 25 mars 2022 sur RTL TVI
- France : 6 novembre 2024 sur TF1

- États-Unis : 4,2 millions de téléspectateurs[8]

- Julie Berman (VF : Chloé Berthier) : Tammy Shaw
- Jack Plotnick (VF : Tanguy Goasdoué) : Chase / Grayson Star
- Adam Johnson : Herman Maddock
- Calvin Clausell Jr. (VF : John Kokou) : Ronny
- Antwon Jones : Sean
- Noelle Perris : Opératrice téléphonique du 911
- Dia Day : Quinn Shaw
- Johnny Rey Diaz : Guillermo
- Nicole Appleby : Mère
- Cathy Vu : Janice Woo
- Akende Munalula : Père de la cowgirl
- Melanie Marie Reif : Mère de la fille en tutu

### Épisode 9:Se brûler les ailes
- États-Unis : 1er décembre 2021 sur CBS
- Belgique : 1er avril 2022 sur RTL TVI
- France : 6 novembre 2024 sur TF1

- États-Unis : 3,95 millions de téléspectateurs[9]

- Stephen Oyoung : Dr Cho
- Joseph C. Phillips (VF : Nicolas Justamon) : A.G. Rhodes
- Nanrisa Lee (VF : Yumi Fujimori) : Procureure Lauren Tate
- Nolan Bateman (VF : Martin Faliu) : Dante
- Rich Ceraulo Ko : Mark
- Oliver Muirhead : Gary Snyder
- Travis Johns : Jonah Tanner
- Cat LaCohie : Tori Tanner
- Johnny Rey Diaz : Guillermo
- Arlene Santana (VF : Armelle Gallaud) : Détective Zaya
- Jeffrey Damnit : Avaleur de feu
- Adam Dunnells : Lanceur de hache
- Kassandra Mahea : Danseuse d'épées masquée
- Nicole Pacent : Illyana
- David Lee Hess : Homme d'entretien
- Tim Powell : Juge Shapiro

### Épisode 10:La Vérité l'emporte
- États-Unis : 8 décembre 2021 sur CBS
- Belgique : 1er avril 2022 sur RTL TVI
- France : 6 novembre 2024 sur TF1

- États-Unis : 3,55 millions de téléspectateurs[10]

- Johnny Rey Diaz : Guillermo
- Anthony Martins : Manuel Garza
- Carlos Acuña : Alfredo « Tiny » Rincon
- Quinn Sullivan : Juge Reese
- Skylar Roberge : Tiffani Winters
- Theodore Wilson : Gérant du Green Emerald
- LaSaundra Gibson : Journaliste
- Blaine Gray : Gérant de l'hôtel
- Chuck McCollum : Chauffeur de dépanneuse
- Rachael Roberto : Trina Sud